# Черепковские очистные сооружения
Черепковские очистные сооружения (также ЦОВ-2) — станция очистки воды для московского водопровода. Сооружения находятся недалеко от Рублёва и являются частью Рублёвской водопроводной станции.

## История
Сооружения были ведены в строй в 1935 году с проектной производительностью 330 тысяч кубометров воды в сутки. Названы по близлежащей деревне Черепково (на месте деревни сегодня стоит Российский кардиологический научно-производственный комплекс Министерства здравоохранения РФ).
На станции используются скорые фильтры (площадь 100 квадратных метров, скорость фильтрации 5 метров в час).
В 2014 году выведены из эксплуатации.